# Budapest (chanson)
Pour les articles homonymes, voir Budapest (homonymie).
Singles de George Ezra
Did You Hear the Rain?
(2013) Blame It on Me
(2014)
Budapest est un single extrait de l'album studio Wanted on Voyage (2014) du chanteur britannique George Ezra.

## Classement hebdomadaire
Table donnant les meilleurs classements hebdomadaires de la chanson dans différents pays d'Europe (pour l'année de sa sortie) :
| Classement (2013-2014)                  | Meilleure position |
| --------------------------------------- | ------------------ |
| Autriche (Ö3 Austria Top 40)            | 1                  |
| Belgique (Flandre Ultratop 50 Singles)  | 7                  |
| Belgique (Wallonie Ultratop 50 Singles) | 26                 |
| Tchéquie (IFPI Rádio)                   | 9                  |
| Danemark (Tracklisten)                  | 12                 |
| Allemagne (Media Control AG)            | 3                  |
| France (SNEP)                           | 17                 |
| Italie (FIMI)                           | 6                  |
| Pays-Bas (Nederlandse Top 40)           | 5                  |
| Pays-Bas (Single Top 100)               | 4                  |
| Écosse (OCC)                            | 3                  |
| Slovaquie (IFPI Rádio)                  | 27                 |
| Suisse (Schweizer Hitparade)            | 7                  |
| Royaume-Uni (UK Singles Chart)          | 3                  |